# Dianthus muschianus
Dianthus muschianus är en nejlikväxtart som beskrevs av Ky. och Boiss. Dianthus muschianus ingår i släktet nejlikor, och familjen nejlikväxter. Inga underarter finns listade i Catalogue of Life.